# The White Cat's Revenge as Plotted from the Dragon King's Lap
The White Cat's Revenge as Plotted from the Dragon King's Lap (яп. 復讐を誓った白猫は竜王の膝の上で惰眠をむさぼる Фукусю: о тикатта сиронэко ва рю:о: но хидза но уэ дэ дамин о мусабору, «Месть белой кошки, планируемая на коленях у короля драконов») — ранобэ авторства Курэхи с иллюстрациями Ямиго и основанная на нём манга Аки. С 2015 года Курэха выпускала историю на сайте любительских публикаций Shosetsuka ni Naro, позже она была приобретена издательством Frontier Works и выпущена в печать в виде ранобэ с иллюстрациями Ямиго. На основе ранобэ была нарисована манга Аки, публикующаяся на сайте ComicWalker с 2018 года.

## Сюжет
С самого детства вокруг Рури крутилась её «лучшая подруга» Асахи. Асахи любит проводить время с Рури и постоянно к ней липнет, а вот все окружающие всегда больше любят Асахи, а Рури из-за этого ненавидят, что только создавало проблемы в жизни Рури. Все попытки Рури дистанцироваться от Асахи всегда заканчивались неудачей.
Однажды они обе и ещё четверо их одноклассников оказались перемещены в другой мир. Местные сразу же отдали предпочтение Асахи и объявили её принцессой-жрицей, а к Рури довольно быстро прониклись ненавистью, так как она «отнимает» у них внимание Асахи. Местный принц решил взять дело в свои руки и устроил Рури изгнание в глушь леса, полного опасных животных.
Там Рури впервые оказалась вдали от Асахи и вскоре познакомилась с одинокой старушкой, живущей в чаще, — Челси. Челси помогла Рури освоиться в новом мире и обучила магии, а заодно рассказала о том, что этот мир полон духов. Магия в этом мире работает, когда духи одалживают свою силу людям. Кому её одалживать, а кому нет — духи решают по тому, насколько им нравится мана этого человека. Особо нравящиеся духам люди называются «Возлюбленными детьми» и очень высоко ценятся, ведь вокруг них собирается множество духов, что само по себе делает окружающие земли богаче и плодородней. Обычно страны берут их под свою опеку и потакают любым их прихотям, ведь духи готовы как выполнить любые просьбы Возлюбленных, так и сурово наказать тех, кто обидит их. Рури оказывается одной из таких Возлюбленных.
Два года спустя Челси уговаривает девушку покинуть лес и отправиться в столицу страны драконов, чтобы ближе познакомиться с миром. Из-за недоразумения там все принимают её не за человека, а за белую кошку, в которую она преобразилась с помощью магического артефакта, но всё равно относятся как к Возлюбленному дитя духов; особенно к милой кошечке привязывается король драконов Джейд. Тем временем Асахи убеждают помочь с подготовкой к войне против страны драконов, ведь это именно драконы похитили её дорогую Рури. Попытки Рури вразумить Асахи и оставить войну проваливаются, но люди не имеют ни малейшего шанса против силы драконов, так что она быстро заканчивается.

## Персонажи
- Рури Морикава (яп. 森川瑠璃 Морикава Рури) — главная героиня истории, всю свою жизнь старавшаяся избавиться от общества «лучшей подруги» Асахи, из-за которой почти все окружающие ненавидели Рури. В новом мире была несправедливо обвинена и брошена в лесу, где познакомилась с Челси, ставшей её наставницей и обучившей её магии. Рури — Возлюбленное дитя, с рождения обладающая привлекательной для духов маной и заключившая контракты с несколькими высшими духами, что означает, что она выиграет в любом конфликте с другими Возлюбленными. Из-за недоразумения в стране драконов её приняли за обычную белую кошку, и долгое время она вела себя соответствующе.
- Джейд (яп. ジェイド Дзэйдо) — король страны драконов, как и принято в его стране, назначенный на эту должность из-за того, что он является сильнейшим из драконов. Ему нравятся маленькие и милые животные, но обычно они в страхе убегают от него[1]. Его советники уже давно пытаются сватать ему самых разнообразных невест, к которым он не проявляет ни малейшего интереса. Предполагаемая свадьба была отложена ещё дальше после его встречи с Рури — для его расы сочетание магических волн двух человек является одним из важнейших факторов при выборе партнёра, так что подобное сочетание с Рури — по мнению драконов, обычной кошкой — означало, что она станет эталоном при выборе невесты и усложнит её поиски. Проблема решается, когда Джейд узнаёт, что Рури — человек.
- Асахи Синомия (яп. 篠宮あさひ Синомия Асахи) — «подруга детства» Рури, делающая всё возможное, чтобы проводить с ней как можно больше времени. Обладает магией очарования, из-за которой все, чья магическая сила меньше, чем у неё, моментально привязывались к ней и готовы были выполнить любое её желание. Чрезмерно наивная и безумно раздражающая, даже когда и не должна бы[2]. Подобный тип персонажей распространён среди возможных любовных интересов в сёнэнах, но здесь она выступает в роли отрицательного персонажа[2]. В то же время, так как она не знает о своей магии и использует её неосознанно, её нельзя назвать «злой», лишь раздражающей и рассеянной[3]. После поражения в войне с королевством драконов её магия была запечатана, а она вместе с другими одноклассниками отправлена жить и работать в сельскую часть страны.

## Медиа

### Ранобэ
Курэха начала публикацию веб-романа на сайте любительских публикаций Shosetsuka ni Naro 28 января 2016 года. Роман был представлен на Arian Rose New Face Award в 2016 году и, выиграв, получил возможность быть напечатанным. Тома были выпущены издательством Frontier Works под импринтом ArianRose. Первый из них был напечан 28 октября 2016 года. 12 июля 2018 года вышел пятый том, который должен был стать последним. В апреле 2021 года вместе с публикацией новых глав на сайте Shosetsuka ni Naro автор объявила о планах выпуска шестого тома.
Ранобэ лицензировано в Северной Америке издательством J-Novel Club.

### Манга
На основе ранобэ была нарисована одноименная манга Аки, публикующаяся на сайте ComicWalker с 2018 года. На июнь 2021 года было выпущено три тома манги.
Манга лицензирована в Северной Америке издательством Yen Press. Во Франции её выпуском занимается nobi nobi под названием Les fées, le Roi-Dragon et moi (с фр. — «Феи, король-дракон и я»).

## Критика
История использует классическую завязку исэкай, но меняет её настолько, чтобы героиня оказалась в группе призванных людей, хотя целью призыва был лишь один из них. Этим она похожа на The Saint’s Magic Power Is Omnipotent, где призвавшие также отдают предпочтение другой девушке, героиня покидает дворец и выясняет, что она намного сильней, чем казалось. Но в то же время Рури, в отличие от Сэй, героини The Saint’s Magic Power Is Omnipotent, имеет цели, идеалы и характер. Её цель — отомстить людям, подставившим её. Истории о мести — другой популярный шаблон среди исэкаев, включающий такие произведения, как «Восхождение Героя Щита» и «Маг-целитель: Новый старт», но месть Рури — одна из самых нежнейших среди них и довольно скромная. Хотя как и в других произведениях жанра, в The White Cat’s Revenge существует рабство, тут оно, скорее, выражено в угрозе, которой следует опасаться, а не используется как легкий и удобный способ получить больше сопартийцев. А вот другого штампа жанра — использования в той или иной мере игровой механики и терминов — произведение избегает.
Наиболее уникальной частью произведения являются образы главных героинь — Рури и Асахи. Рури уже не школьница — ей 19 лет, — а потому и ведёт себя по-взрослому. Она независимая, предприимчивая и добрая, но при этом не даёт остальным вытирать об себя ноги. Типаж Асахи же популярен в сёнэн-произведениях: наивная, безумно сладкая и невыносимо раздражающая героиня. По мнению обозревателя портала Anime News Network, лучшие моменты в ранобэ — это описание отношений между ними, а также социально-политического кризиса между странами этого мира, тогда как жизнь Рури в лесу с Челси и прогулки по столице королевства драконов изобилуют штампами. В то же время Шон Гэффни в своём обзоре обратил внимание, что король и верховный священник — по-мультяшному злые. 
Первый том манги адаптирует лишь половину первого тома ранобэ — экспозицию истории, так что в основном посвящен построению мира и продвижению сюжета к моменту из заголовка. Основная история в нём даже не начинается. Второй том также не закрывает всего сюжета первого тома ранобэ, скорость развития сюжета отлично соответствует истории, не торопясь и не затягиваясь. В целом манга делает больший акцент на юморе. Рисунок в ней отлично подчёркивает смешные моменты, добавляя новые тона к оригинальной истории. Дизайн основных персонажей также выполнен лучше, чем в ранобэ, делая их образы более мягкими и выразительными, особенно выиграло от этого изображение короля драконов. Особенно талант Аки проявляется в сценах, где Джейд играет с кошечкой — изображения и наслаждающегося лаской животного, и с удовольствием играющего с ним человека удаются автору особенно удачно.